# Nu știu să fiu numai pentru tine
Nu știu să fiu numai pentru tine este un cântec înregistrat de cântăreața română Andreea Bălan pentru al patrulea album de studio Andreea B. Videoclipul are o tematică gotică și a fost lansat de Halloween, pe 31 octombrie.